# Hillswick

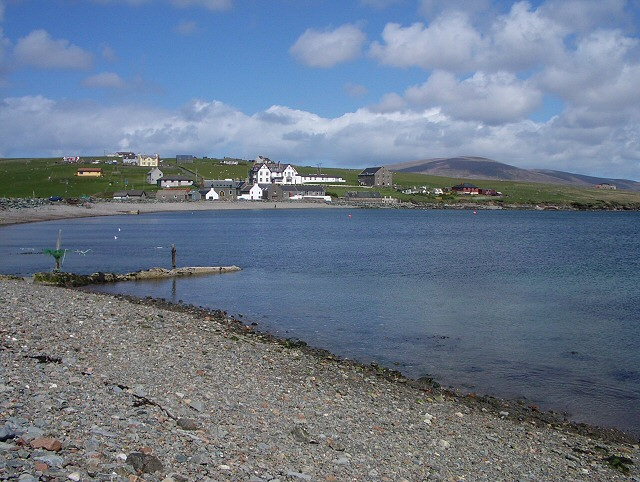
Blick auf den Ort

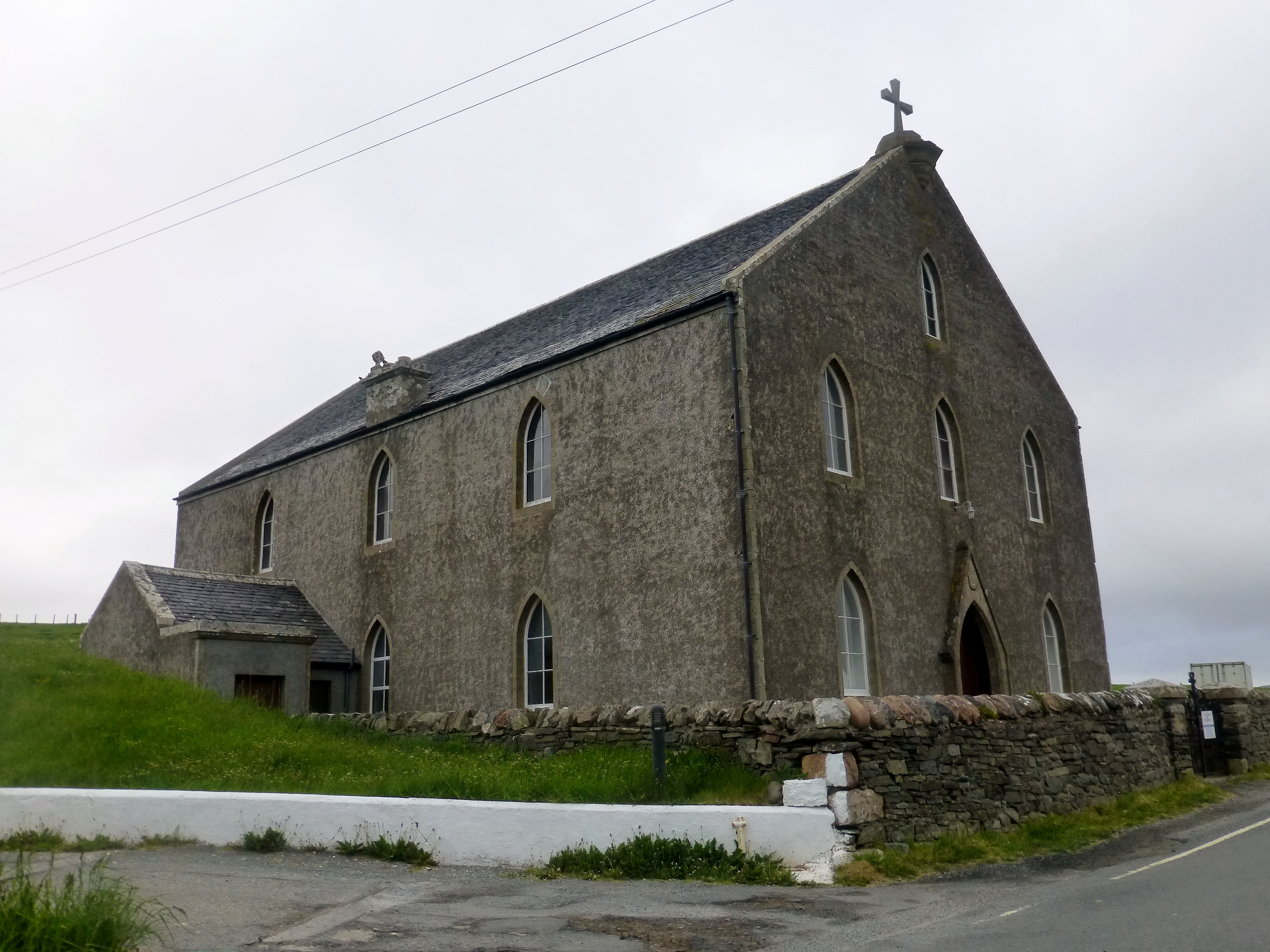
Die Kirche in Hillswick

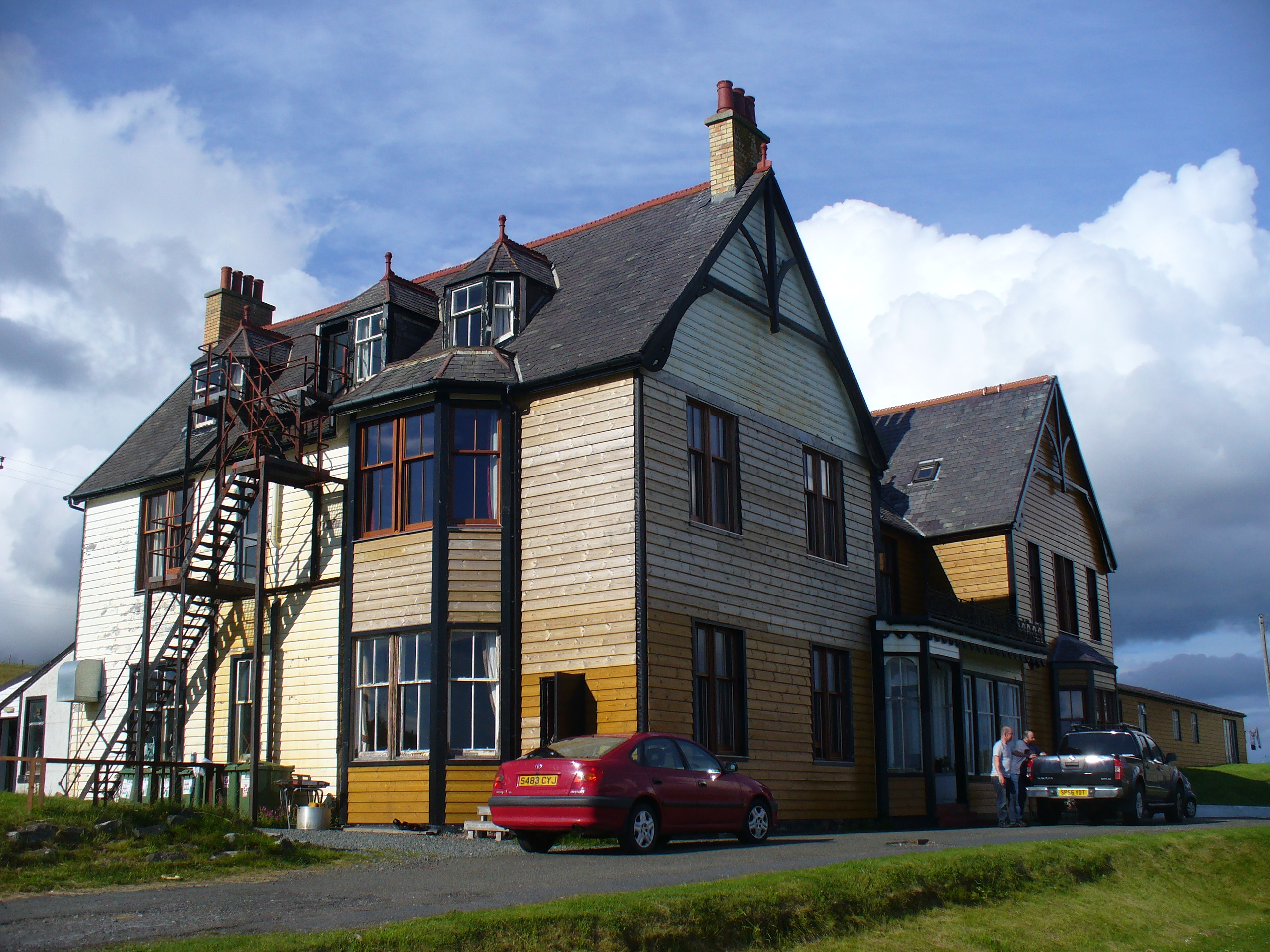
Das denkmalgeschützte Hotel

Hillswick ist eine Ortschaft, die im Nordwesten von Mainland, der Hauptinsel der zu Schottland zählenden Shetlands liegt. Es ist, neben North Roe und Ollaberry, einer der drei Hauptorte der Gemeinde (Community Council Area) Northmaven.

## Geographie
Hillswick ist ein Fischerdorf, das im Westen der Halbinsel Northmavine am Meer liegt. Der Bereich ist gegliedert in die Buchten Ura Firth im Osten und Sand Wick im Westen. In den Süden reicht die Landspitze Ness of Hillswick.

## Historisches
Im Rahmen der historischen Gliederung Schottlands in Civil Parishes zählt Hillswick zu Northmaven. Im Ort sind drei Gebäude als Listed Building in unterschiedlichen Kategorien ausgewiesen worden. Diese sind das Hillswick House, das St Magnus Bay Hotel und die Kirche Northmavine Kirk.

## Verkehr
In Hillswick endet ein westlicher Arm der A970, die die ganzen Shetlands durchzieht. Der andere führt weiter nach Norden, wo die Straße ihren Abschluss in Isbister findet.